# Fiat Tipo (2016)
El Fiat Tipo  (Fiat Ægea en Turquía, Dodge Neon en México y Emiratos Árabes Unidos), es un automóvil de turismo del segmento C, producido por el fabricante italiano Fiat y comercializado en el mercado EMEA a partir de diciembre de ese año.
Este es el primero de los tres modelos en el marco del Proyecto Aegea y se va a reemplazar directamente el Fiat Linea en EMEA donde se distribuye. A diferencia de la Línea, el "Tipo" se distribuye también en España, donde se vuelve a cubrir un segmento de la brecha dejada durante muchos años dentro de la gama Fiat, que hasta los primeros años del milenio fue ocupado en parte por Fiat Brava y luego por Fiat Marea.
El hito de las 500.000 unidades producidas se alcanzó el 20 de febrero de 2019 con el modelo protagonista en Italia y en el top 10 en cuatro países europeos, así como el segundo coche más global de la marca Fiat, con el 70% de las unidades vendidas fuera de Italia. [13]. Al 28 de octubre de 2020, se han producido 670 000 unidades, registradas en más de 40 Países de todo el mundo.
El nuevo Fiat Tipo fue galardonado con el premio "Best-Buy Car Of The Year in Europe" en AutoBest 2016 por un jurado compuesto por expertos de la industria automotriz de varios Países.

## Contexto

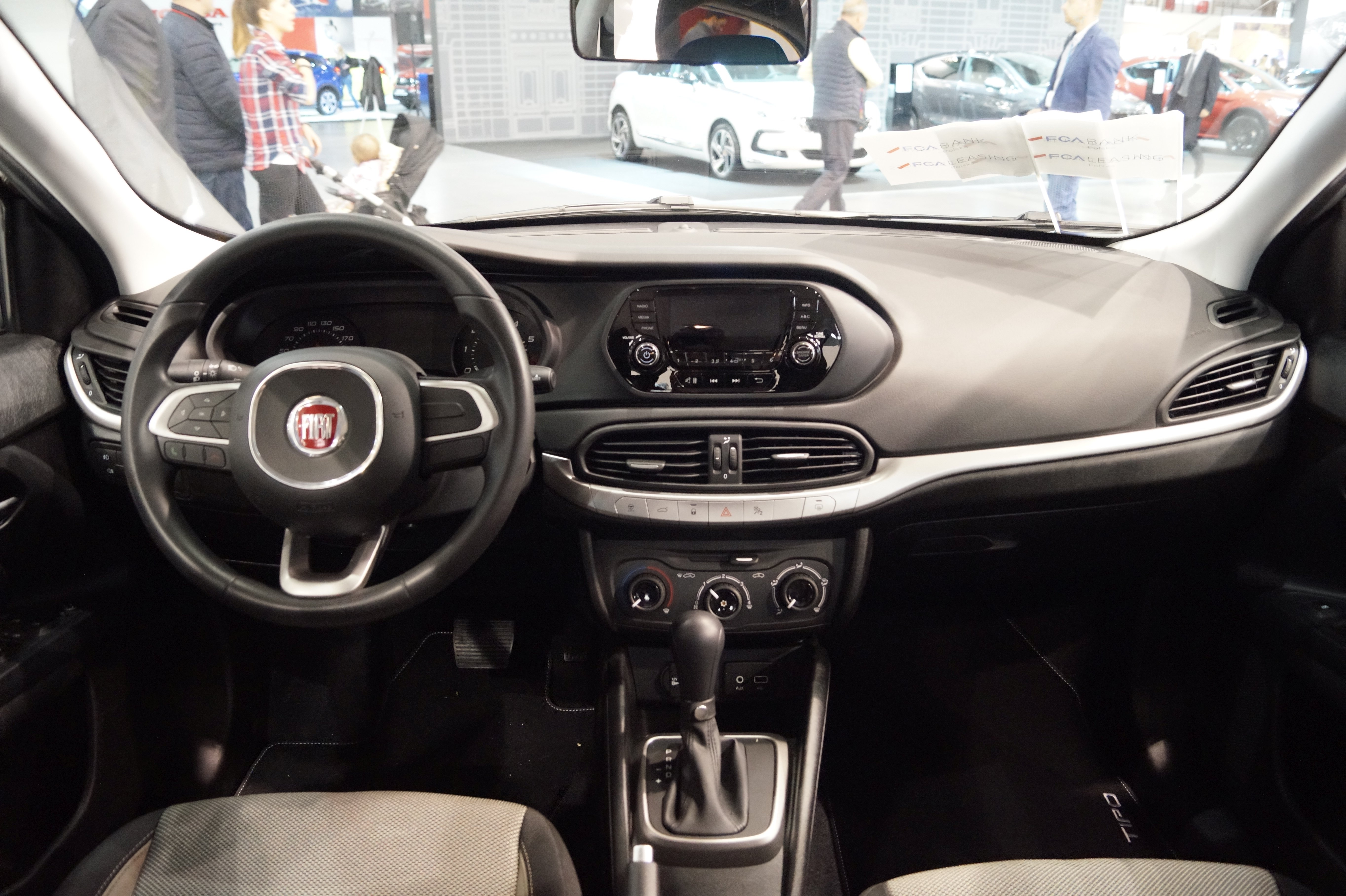
Interior

El "Tipo" es el primero de una familia de coches nacidos de la llamada Proyecto Ægea, un proyecto industrial que tiene como objetivo identificar y desarrollar, sobre la base de las características de la EMEA, medios de transporte con diferentes características, pero todos dirigidos al mismo público objetivo, y en los diversos países (muy diferente diferencial entre Europa, Oriente Medio y África) tiene diferentes gustos y necesidades. El proyecto consta de tres modelos con una gran habitabilidad, comodidad de marcha y capacidad de carga.
De esta distribución selectiva queda exenta Italia, donde el "Tipo" está presente a pesar de no tener desde hace años una tradición en los sedanes compactos y medianos con carrocería de tres volúmenes. El coche lleva el nombre de un modelo de Fiat que en los años ochenta/noventa tuvo un gran éxito: el Fiat Tipo de 1988. La distribución se lleva a cabo en 40 países de Europa, África y Oriente Medio, pero, como ha sucedido con el Fiat Linea, el fabricante declaró que podría extenderse a otras áreas del mundo (tales como Sudamérica), haciendo del Fiat Tipo de 2015 un coche global. Como prueba de esto, desde el año 2016 el Tipo será vendido como Dodge Neon en el mercado mexicano y en los Emiratos Árabes Unidos con algunos ligeros cambios, incluyendo la rejilla transversal que lleva la típica cruz, sello distintivo de la marca estadounidense.
Con motivo del Salón del Automóvil de Ginebra, han sido presentadas al público las versiones de 5 puertas y familiar. Las nuevas versiones traen consigo el salpicadero revisado con respecto al de la versión de 4 puertas con la introducción del sistema de infotainment Uconnect HD Tablet con pantalla de 7 pulgadas (también disponible con los protocolos CarPlay y Android Auto), y en el exterior los faros con luces LED de circulación diurna.

## Variantes
- Versión Sedán

El sedán es un 4 puertas con carrocería de tres volúmenes (con cola) homologado para 5 personas, mide unos 4 metros y medio de largo. Las suspensiones del Tipo son McPherson para las ruedas delanteras y barra de torsión semiindependiente en la parte trasera. Estilísticamente, el coche se caracteriza por sus grandes faros, habitáculo amplio, gran volumen de maletero, apariencia robusta, y a los lados una vista despejada. La capacidad de carga del maletero es de 550 litros. La capacidad del depósito de combustible es de 45 litros. El coche de la producción está en venta desde principios de diciembre de 2015, con versiones Opening Edition y Opening Edition Plus. En poco más de un mes se les ordenó 5.000 ejemplares del sedán de 4 puertas. Este es el modelo que, importado de Turquía, Fiat posicionó en Latinoamérica en el segmento C y junto al Fiat Cronos busca reemplazar al Fiat Linea

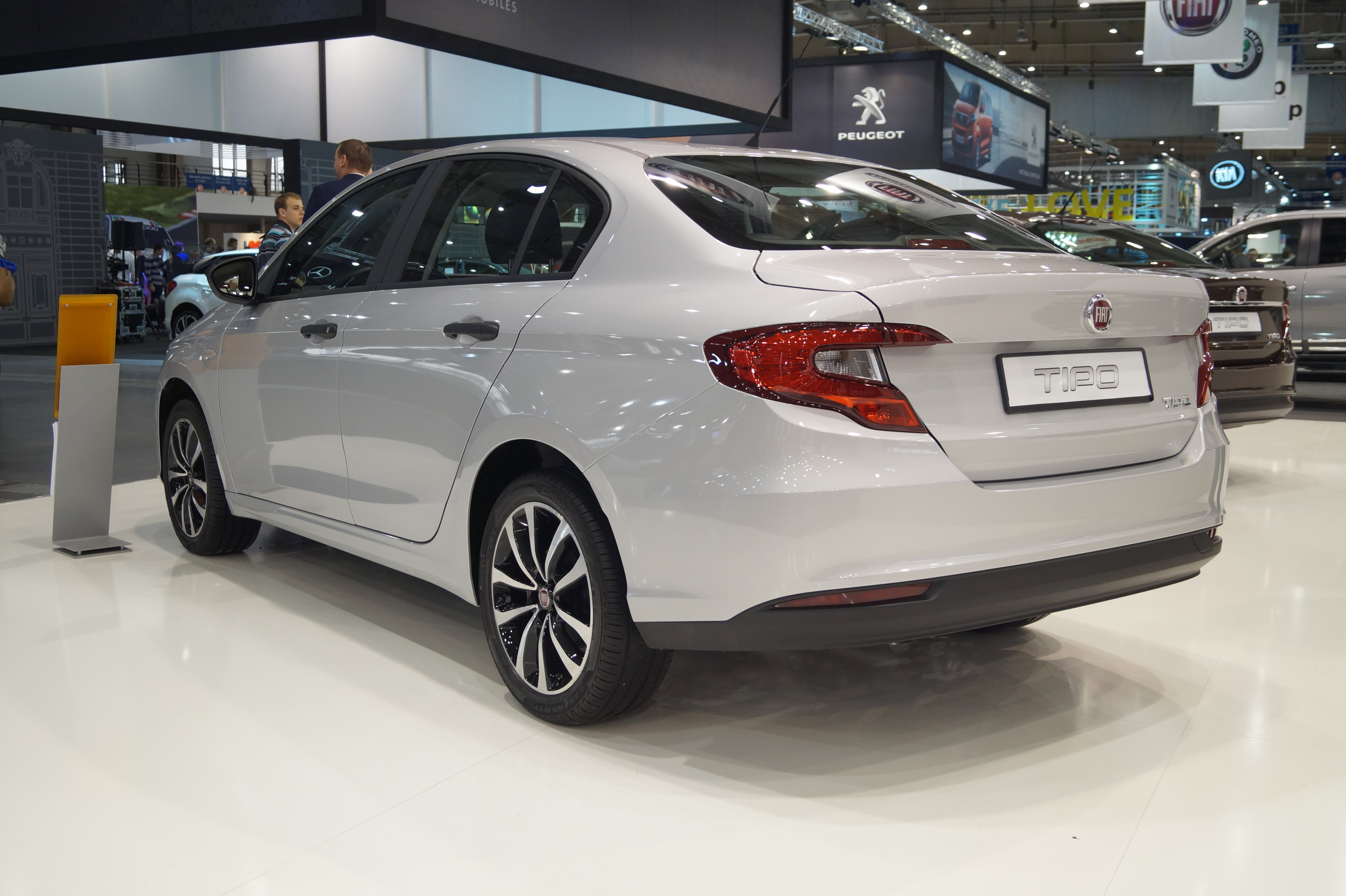
Tipo Sedán

- Versión hatchback

La versión de 5 puertas tiene una longitud de 16 cm menos, que llegan a un largo total de 437 cm, con un ancho de 179 cm y una altura de 150 cm, su maletero tiene una capacidad de 420 litros. Estéticamente se diferencia por completo en la parte posterior con respecto a la versión de 4 puertas. Las formas de las puertas de "codo", la ventana trasera, los faros alargados hacia la puerta interior y parachoques traseros son inéditos.

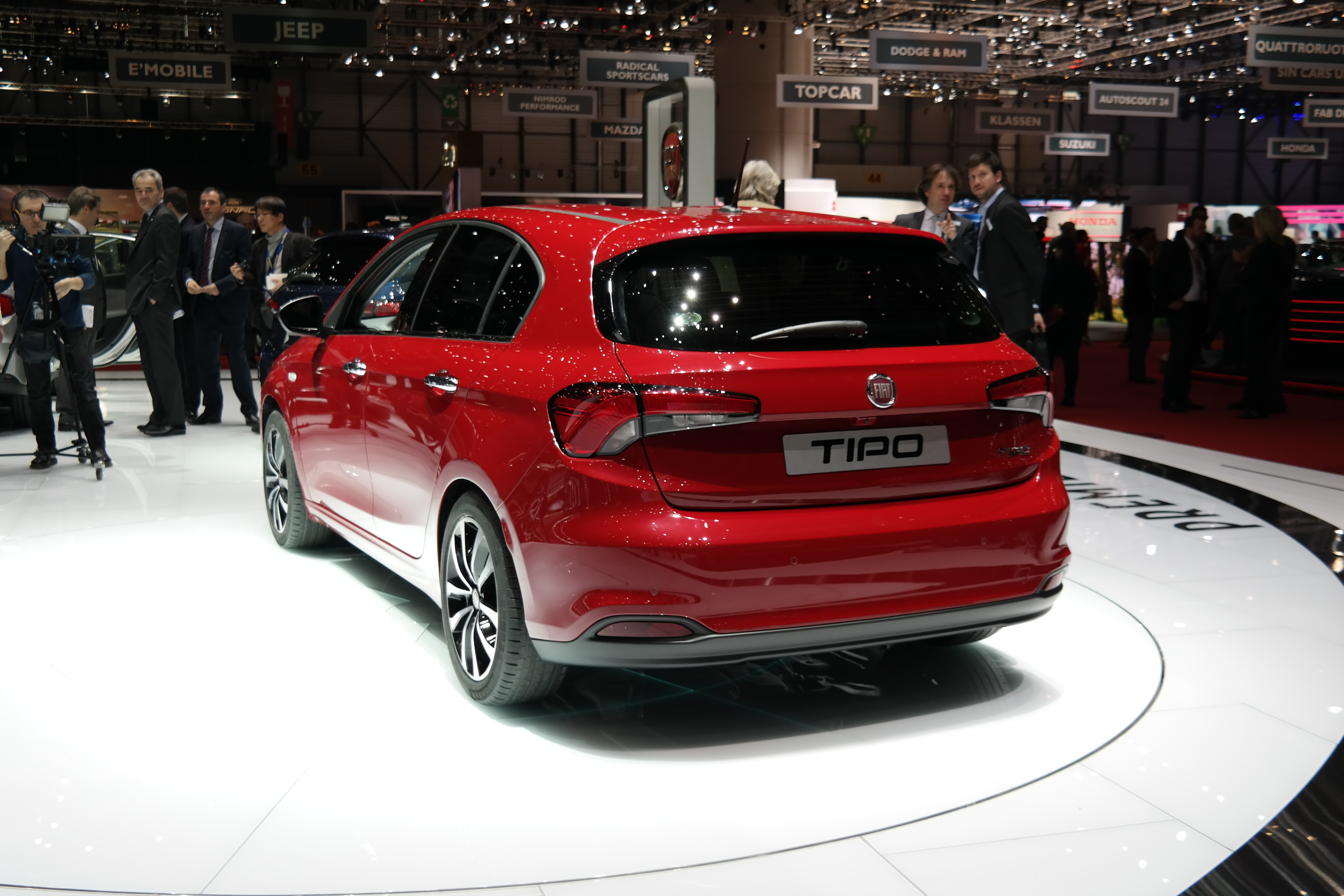
Tipo hatchback

- Versión Station wagon

El Tipo Station Wagon mide 457 cm de largo, con una altura de 151 cm, mientras que la anchura es idéntica. La estética incorpora mayoritariamente los elementos de la versión 5 puertas con respecto a la de 4 puertas, como toda la parte del portón trasero muy similar a la versión 5 puertas. Para variar, la puerta trasera con un diseño diferente a "codo" y la adición de un tercer acristalamiento lateral. La capacidad de carga es de 550 litros, con un maletero que tiene un asiento trasero plegable por separado, de 60/40, que una vez abatido forma un plano de carga de hasta 1,80 m de largo.

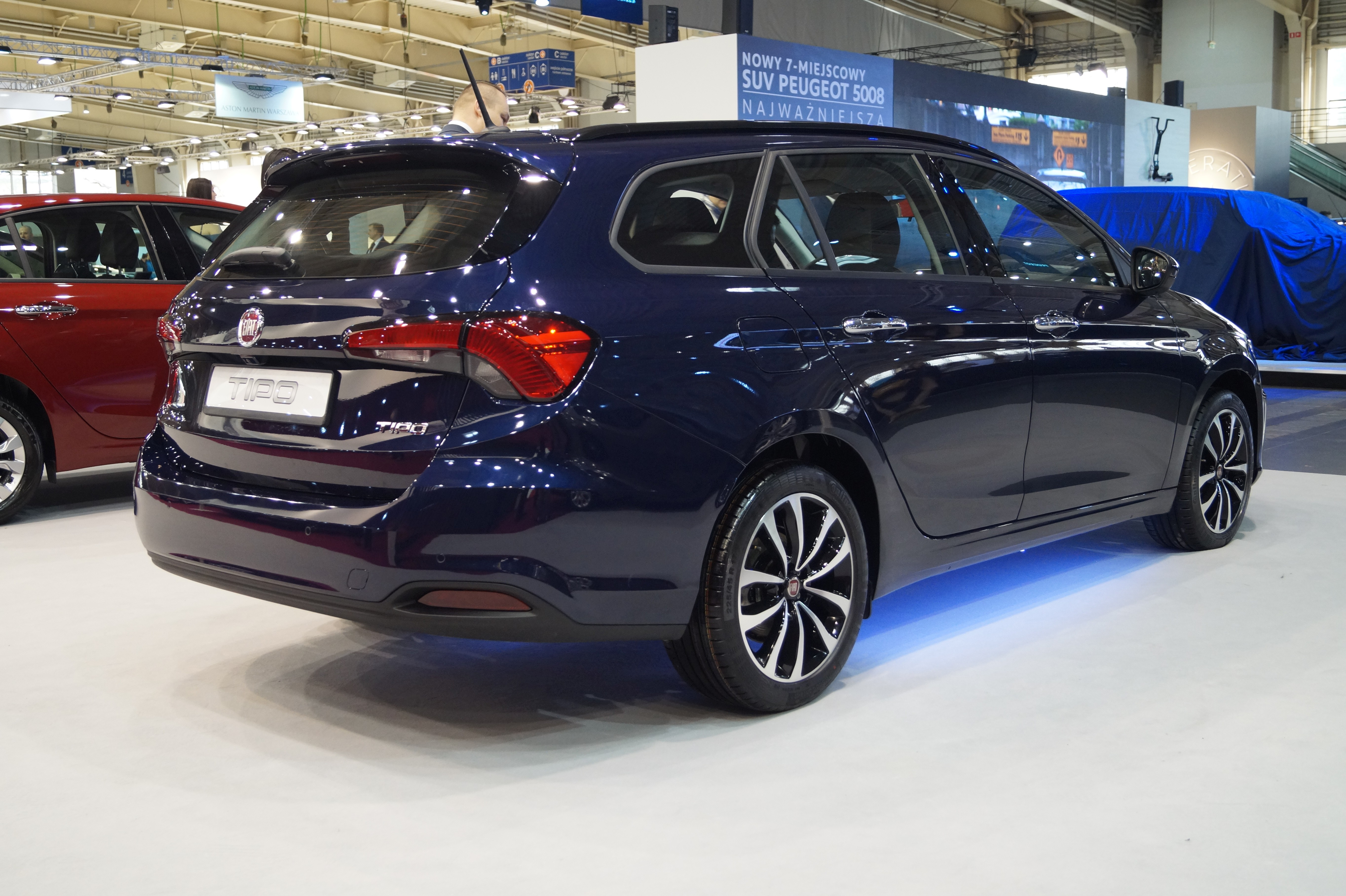
Tipo Station Wagon

- Dodge Neon 2016

La placa de identificación de Neon resucitó posteriormente en 2016 para el Dodge Neon, una variante modificada del sedán Fiat Tipo para el mercado mexicano y para el mercado de Dubái.

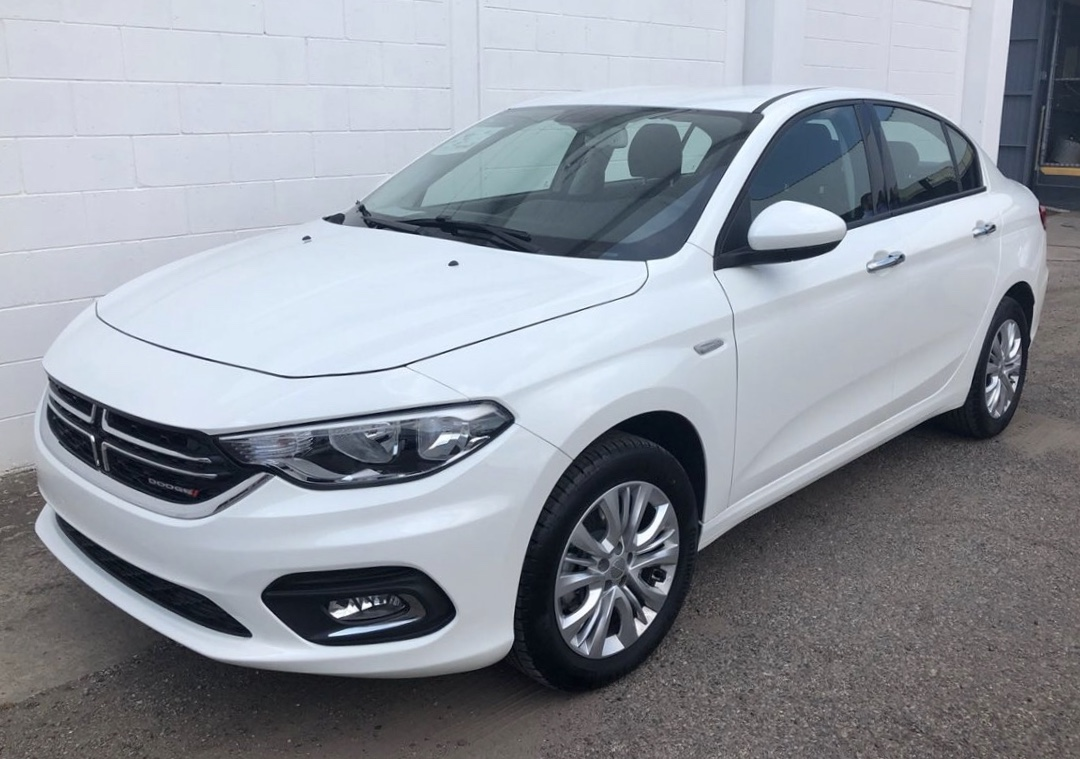
Dodge Neon

### Motores en 2021-2022
Los motores son un 1.4 de 120 CV a GLP o GNC, 1.4 gasolina de 95 CV y 1.6 gasolina de 110 CV E-torq evo. Para las versiones Diesel es un 1,6 120 CV acoplado a manual de 6 velocidades y un 1.3 diesel 95 CV acoplado a una caja de cambios manual de 5 velocidades y todos los motores son Euro 6.
En marzo de 2022, en Italia, Europa, Turquía y Emiratos Árabes Unidos, entra en el mercado el nuevo motor GSE (Global Small Engine) T4 de 1.5 litros, cuatro cilindros, 130 CV y 240 Nm de par, también perteneciente a la familia gama FireFly (como el anterior 1.0 T3), turbo gasolina pero con tecnología híbrida, combinado con un motor eléctrico de 48V que integra un pequeño grupo adicional de 15 kW, este último instalado en el flamante cambio automático DCT de doble embrague y 7 velocidades capaz de permitir un arranque más silencioso (100 % eléctrico) y utilizar el coche en modo totalmente eléctrico (e-launch) en maniobras de aparcamiento o en pequeños movimientos hacia adelante a paso de peatón (e-queuing), como cuando está en cola en el tráfico de la ciudad . Esta tecnología híbrida avanzada representa un importante salto adelante para Fiat, mejorando la eficiencia y la dinámica del vehículo y permitiéndole viajar incluso con el motor térmico apagado.
El motor de gasolina, de hecho, gracias al eléctrico, puede permanecer inactivo hasta un 47% del tiempo.
Por esta razón, el nuevo motor eléctrico GSE- T4 de 1.5 litros y 130 CV ha sido definido por expertos de la industria (a diferencia del híbrido suave - mild hybrid - presentado solo en el Fiat Panda y 500 autos pequeños), un mini Full-hybrid, o híbrido medio (es decir, una vía entre un full-hybrid y un mild-hybrid), en la línea de fabricantes de automóviles como Toyota, que fue el primero en introducir esta tecnología en el mercado del automóvil.
Este nuevo motor híbrido avanzado, desarrollado por los ingenieros del Grupo FCA (también introducido en el nuevo Alfa Romeo Tonale, en el Fiat 500X híbrido, así como en los modelos Jeep Renegade y Compass), también permite una reducción del 11% en CO2 respecto a la versión anterior, con consumo declarado, para el nuevo Fiat Tipo híbrido, de apenas 4,7 l/100 km.

### Diseño
El diseño se estableció en Italia por FCA Italy, en Turín (que es también la sede EMEA de Fiat Chrysler Automobiles). El diseño estilístico tuvo lugar en Turín, en el Centro Stile Fiat, bajo la dirección de Roberto Giolito. El desarrollo en cambio, ha tenido lugar entre Turín y Bursa, donde Fiat tiene su propio centro de investigación y desarrollo para el Oriente Medio, siendo el vehículo diseñado principalmente para el mercado turco y europeo del Este.

### Producción
La producción se lleva a cabo en las fábricas de Bursa en Turquía FIAT y es administrado por TOFAŞ, una empresa fundada por FIAT en 1969 en una empresa conjunta con un fabricante local.

## Tabla resumen de mecánicas
| Mecánica               | Inicio                                                         | Fin | Familia | Tecnología         | Combustible       | Cil. | Cubicaje (cc.) | Vál. | Potencia (CV/ rpm) | Par (Nm/ rpm) | Vel. máx. (km/h) | Aceleración 0-100 km/h (s) | Consumo (l/100km) | Emisión CO2 (g/km) | S&S | Transmisión               | Rel. |
| ---------------------- | -------------------------------------------------------------- | --- | ------- | ------------------ | ----------------- | ---- | -------------- | ---- | ------------------ | ------------- | ---------------- | -------------------------- | ----------------- | ------------------ | --- | ------------------------- | ---- |
| 1.6 Multijet II        | debut                                                          |     | JTD     | MultiJet II Turbo  | Gasóleo           | 4L   | 1598           | 16   | 120/ 4000          | 320/ 1750     | 199              | 9,7                        | 4,2               | 120 EURO 6         | Sí  | Delantera Manual          | 6    |
| 1.6 Multijet II DDCT   | debut                                                          |     | JTD     | MultiJet II Turbo  | Gasóleo           | 4L   | 1598           | 16   | 120/ 4000          | 320/ 1750     | 199              | 9,7                        | 4,2               | 120 EURO 6         | No  | Delantera Automática DDCT | 6    |
| 1.3 Multijet II        | debut                                                          |     | JTD     | MultiJet II Turbo  | Gasóleo           | 4L   | 1598           | 16   | 95/ 4000           | 200/ 1500     | 183              | 10,5                       | 4,2               | 108 EURO 6         | Sí  | Delantera Manual          | 5    |
| 1.4 FIRE               | 2016 as Fiat Tipo as Dodge Neon 2017 México,                   |     | FIRE    |                    | Gasolina          | 4L   | 1368           | 16   | 95/ 6000           | 127/ 4500     | 185              | 11,5                       | 5,7               | 133 EURO 6         | No  | Delantera Manual          | 6    |
| 1.4 T-Jet EasyPower    | 2016                                                           |     | T-Jet   | EasyPower Turbo    | GLP o Gasolina    | 4L   | 1368           | 16   | 120/ 5000          | 215/ 2500     |                  |                            |                   | EURO 6             | No  | Delantera Manual          | 6    |
| 1.4 T-Jet NaturalPower | 2016                                                           |     | T-Jet   | NaturalPower Turbo | GNC o Gasolina    | 4L   | 1368           | 16   | 120/ 5000          | 215/ 2500     |                  |                            |                   | EURO 6             | No  | Delantera Manual          | 6    |
| 1.6 E.torQ             | Dodge Neon 2017 México, Dubai Fiat Tipo 2018 Argentina y Chile |     | E.torQ  | FlexFuel           | Etanol o gasolina | 4L   | 1598           | 16   | 110/ 5500          | 152/ 4500     | 192              | 11,2                       | 6,3               | 146 EURO 6         | No  | Delantera Automática      | 6    |

## Enlaces
- Web oficial del Fiat Tipo
- Web oficial México Dodge Neon
- Web oficial Dubai Dodge Neon

- Datos: Q21207436
- Multimedia: Fiat Tipo (type 356) / Q21207436